# Arad (Roemenië)

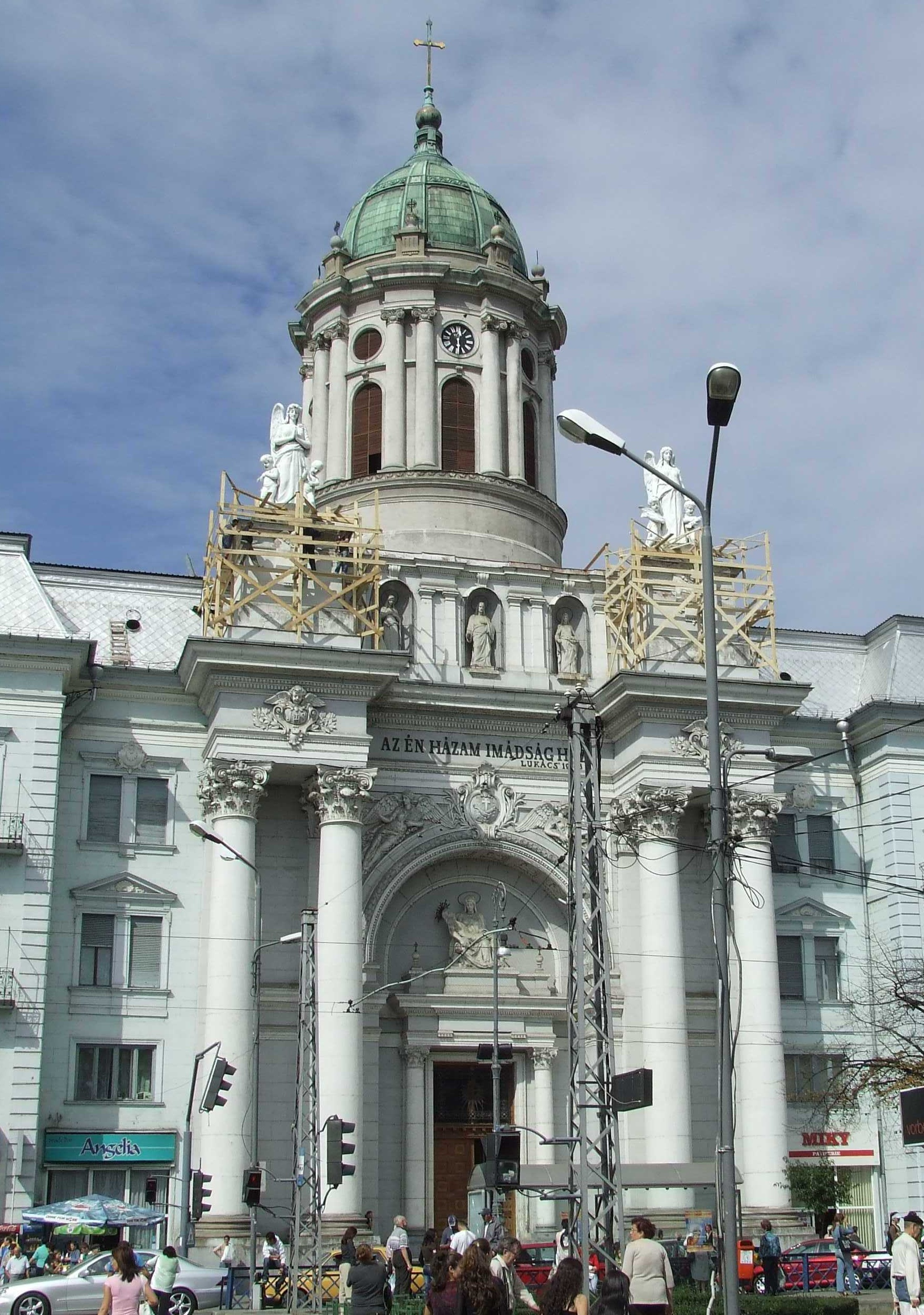
Katholieke Kathedraal van Arad, 2018 met Hongaarstalig opschrift

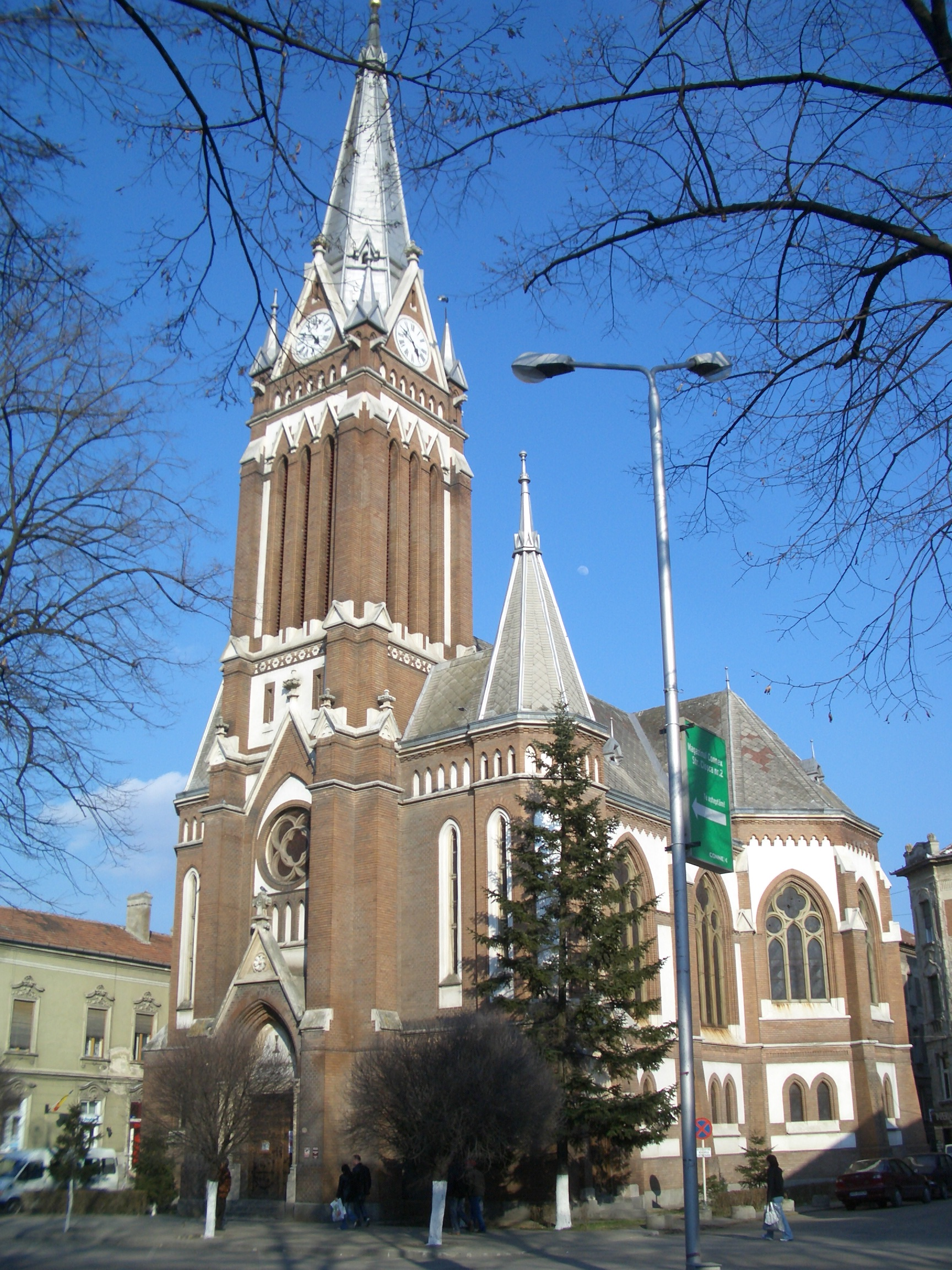
Evangelische („rode“) kerk, 2005

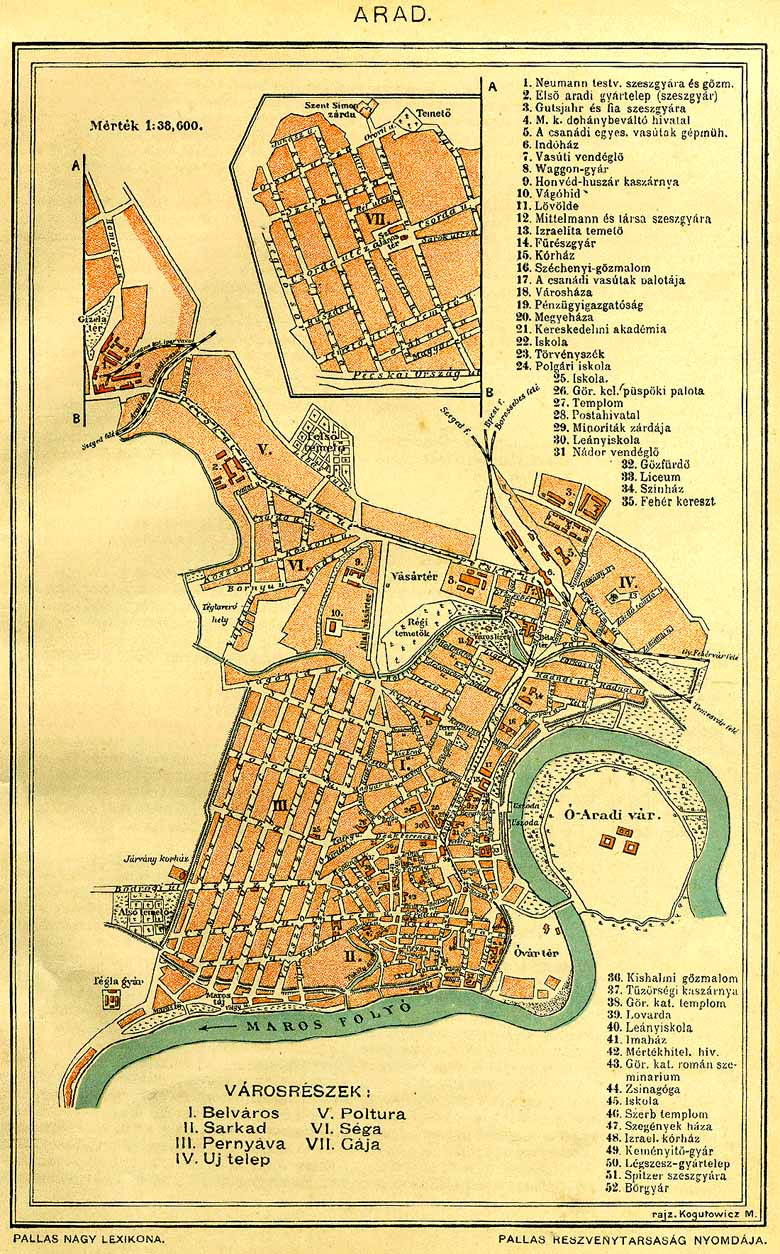
Stadsplattegrond van Arad (Hongaarstalig) uit 1897

Arad is een stad in het westen van Roemenië, op ongeveer 20 kilometer afstand van de grens met Hongarije. De rivier de Mureș stroomt door deze stad westwaarts naar Hongarije. Het is de hoofdstad van het district Arad en na Timișoara de voornaamste stad van het Banaat, hoewel feitelijk alleen de zuidelijke uitbreidingen van de stad tot die streek behoren. In 2011 had de stad 147.922 inwoners en de gemeente 159.074 inwoners.

## Geschiedenis
Al duizenden jaren wordt de omgeving van Arad bewoond. De stad werd in de 11e eeuw voor het eerst genoemd en lag toen in het Hongaarse rijk. Arad en omgeving werden in 1551 door het Ottomaanse Rijk veroverd. Tot de Vrede van Karlowitz van 1699 bleef de stad in Turkse handen, vervolgens was ze Oostenrijks. De stad werd een militair steunpunt op de rechteroever van de Mureș. In 1783 was de nieuwe citadel voltooid. In 1834 kreeg Arad de rang van königliche Freistadt. 
In 1849 speelde de stad een belangrijke rol in de Hongaarse onafhankelijkheidsstrijd tegen de Habsburgers. Vooral voor de Hongaren is deze rol belangrijk. De zogenoemde Martelaren van Arad worden ieder jaar tijdens de Hongaarse Nationale Herdenking op 15 maart uitgebreid herdacht. In Arad stond lange tijd een standbeeld voor de martelaren. Pas in de jaren '2000 werd het standbeeld teruggeplaatst in het stadscentrum op het parcul de reconcilierii.
In de 20e eeuw werd Arad uitgebreid met Aradu Nou (Újarad, Neuarad), de nederzetting op de linkeroever van de Mureș, die in de 17de eeuw was ontstaan op de puinhopen van de oorspronkelijke burcht van Arad.
Sinds 1920 (Verdrag van Trianon) behoort de stad tot Roemenië. Ruim 85% van de inwoners is inmiddels Roemeens, ca 10% is Hongaars. Daarnaast wonen er Duitsers, Roma, Slowaken en Serven.
Een Grieks-orthodoxe bisschop heeft zijn zetel in de stad, en er is ook een Grieks-orthodox seminarie gevestigd.

## Bevolking
De bevolking van Arad is in de geschiedenis vele malen gewisseld van karakter. Voor de komst van de Hongaren in de 10e eeuw werd het gebied waar Arad nu ligt, bewoond door een Slavisch volk. In 1550 kwam het gebied in handen van het Ottomaanse Rijk, waarbij het zijn bevolking grotendeels kwijtraakte. Na de bevrijding door de Habsburgers werd het gebied opnieuw bevolkt met voornamelijk Duitstalige kolonisten. 
Later voegden Hongaren en Roemenen zich bij de Duitsers en groeide Arad snel. In 1880 woonden er in Arad al 45.199 inwoners waarvan de Hongaren met 47% de grootste groep waren, gevolgd door de Duitsers met 25% en de Roemenen met 21%. Door de industrialisatie trok de stad veel nieuwe inwoners aan en groeide de bevolking door tot circa 65.000 rond 1920. In dat jaar kwam Arad onder Roemeens bestuur. Veel Hongaren verlieten de stad en hun plek werd ingenomen door Roemenen uit alle delen van het nieuwe grote Roemenië. Vanaf dat moment zette zich een sterke groei in en verdween het Hongaarse karakter van de stad. 
Door de bevolkings- en verstedelijkingspolitiek van Ceaușescu steeg de bevolking tot grote hoogte. In 1990 bereikte de bevolking van Arad haar hoogtepunt, met ruim 190.000 inwoners. Na de omwenteling nam de bevolking echter steeds verder af. Veel stadsbewoners zijn naar het platteland verhuisd of hebben hun heil gezocht in emigratie en ook het aantal geboorten is sterk teruggelopen. Arad had in 2011 nog slechts 147.922 inwoners.
Arad had volgens de volkstelling van 2002 183.939 inwoners. De etnische samenstelling was toen als volgt:
Roemenen: 142.968 (82,72%), Hongaren: 22.503 (13,02%), Zigeuners: 3004 (1,73%), Duitsers: 2247 (1,30%) en overig: 2105.
Volgens de volkstelling van 2011 had de stad Arad 147.922 inwoners.
Etnische samenstelling:
- Roemenen - 85,23% -126.075
- Hongaren - 10,61% - 15.695
- Duitsers - 0,84% -1256
- Roma - 1,71%- 2535
- Serviers - 0,29% - 443
- Slowaken - 0,22% -333
- Bulgaren - 0,13% - 194
- Overig - 0,85%

Op basis van de optelsom van de traditioneel "Hongaartalige" religies (Hongaars Gereformeerd en Rooms Katholiek) zouden er in 2011 in totaal 18.820 Hongaren leven in Arad. Dit komt neer op 13% van de stadsbevolking.

### Volkstelling 2021
Tijdens de volkstelling van 2021 (gehouden in 2022) is het totale bevolkingsaantal gedaald naar 145.078 inwoners. Daarvan gaven 112.249 personen aan van Roemeense etniciteit te zijn, 	10.071 gaven een Hongaarse etniciteit op en 1.397 personen gaven aan tot de Roma gemeenschap te horen. 19.081 personen gaven geen nationaliteit op. 
Qua moedertaal gaven 113.850 personen het Roemeens aan, 9.653 het Hongaars en 566 de Roma taal.
Op het gebied van religie zijn de grootste groepen met 91.643 personen de Roemeens Orthodoxen. Verder zijn er 11.229 Rooms Katholieken, 7.221 personen behoren tot de Pinkstergemeenschap, 5.271 Baptisten en 2.725 Hongaars gereformeerden.

### Hongaarse gemeenschap
De Hongaarse gemeenschap van Arad bestond in 2011 uit ruim 15.000 personen. Tegenwoordig heeft de Hongaarse gemeenschap nog een eigen school voor voortgezet onderwijs, het Gergély Csiki  Gymnasium dat tegenwoordig ook een basisschool en een kinderopvang herbergt. In Arad verschijnt verder het Hongaarstalige dagblad Nyugati Jelen (Letterlijk: Westelijk heden) dat zich richt op de Hongaren in West-Roemenië. De school, een gemeenschapshuis (Casa Nyugati Jelen) en de krant liggen samen in 1 complex nabij het Parcul de reconcilierii, alwaar het standbeeld van de Martelaren van Arad is te vinden.
Ook is er elders in de stad tegenwoordig een eigen Hongaarstalig theater; het Aradi magyar színház.

## Stadsbeeld
De stervormige citadel van Arad werd in 1783 voltooid en is gebouwd naar de inzichten van Vauban. Binnen de muren bevinden zich barokgebouwen.
Veel belangrijke gebouwen in Arad bevinden zich aan de Boulevard van de Revolutie (Bulevardul Revoluției), de noord-zuidas van het langgerekte stadscentrum. Deze boulevard strekte zich oorspronkelijk uit tussen het theater aan de zuidzijde en een Liceum aan de noordzijde. Het laatstgenoemde gebouw wordt nu aan het zicht onttrokken door de grote Roemeens Orthodoxe kathedraal waarvan de eerste steen in 1991 werd gelegd.
Aan de boulevard van de revolutie staan onder andere het neoclassicistische stadhuis (1876, Ferenc Pekár), het eclectische Cenadpaleis (1887, gebouwd voor een spoorwegmaatschappij door architect Lajos Jiraszek op basis van een plan van architect Miklós Ybl), de rode Evangelische kerk, en het in neoclassicistische stijl gebouwde theater (1874, architect Andor Halmay), dat de Boulevard van de Revolutie aan de zuidkant afsluit. Het theater werd geopend in aanwezigheid van keizer Frans Jozef en brandde 7 jaar later uit. In het gebouw functioneerden een Duits en een Hongaarstalig theatergezelschap en 1945 werd er ook een Roemeens theatergezelschap gestart. In 1949 werd het een staatstheater en werd het Hongaarstalige theatergezelschap opgedoekt. Tegenwoordig hebben de Hongaarstalige bewoners weer een eigen ontmoetingscentrum met een klein theatergezelschap.
Schuin tegenover het theater, dat tegenwoordig de naam Ioan Slavici draagt, ligt de Rooms Katholieke kathedraal van Arad. De Kathedraal wordt opgesierd door de Hongaarse tekst: Az én házam Imádság Háza. Dit betekent: Mijn huis is een huis voor gebed.
Ten zuiden van het Theater ligt het Avram Iancu plein, een van de belangrijkste pleinen van de stad.
Ook ligt in het het centrum het palatul cultural (1913, architect Lajos Szantay) dat het stadsmuseum, de stadsbibliotheek en de Filharmonie herbergt. Het gebouw werd opgericht voor het Hongaarse Ferenc Kölcsey cultuurgezelschap en kent een eclectische bouwstijl.

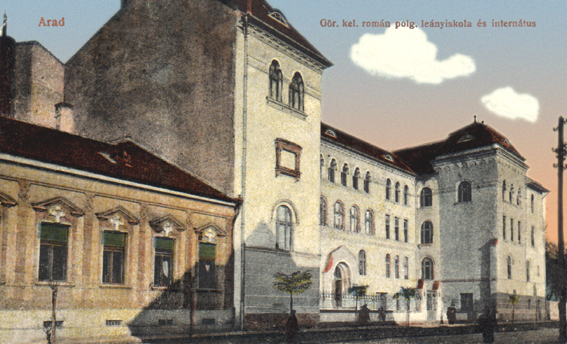
Voorheen school, tegenwoordig Paleis van de bisschop van Arad
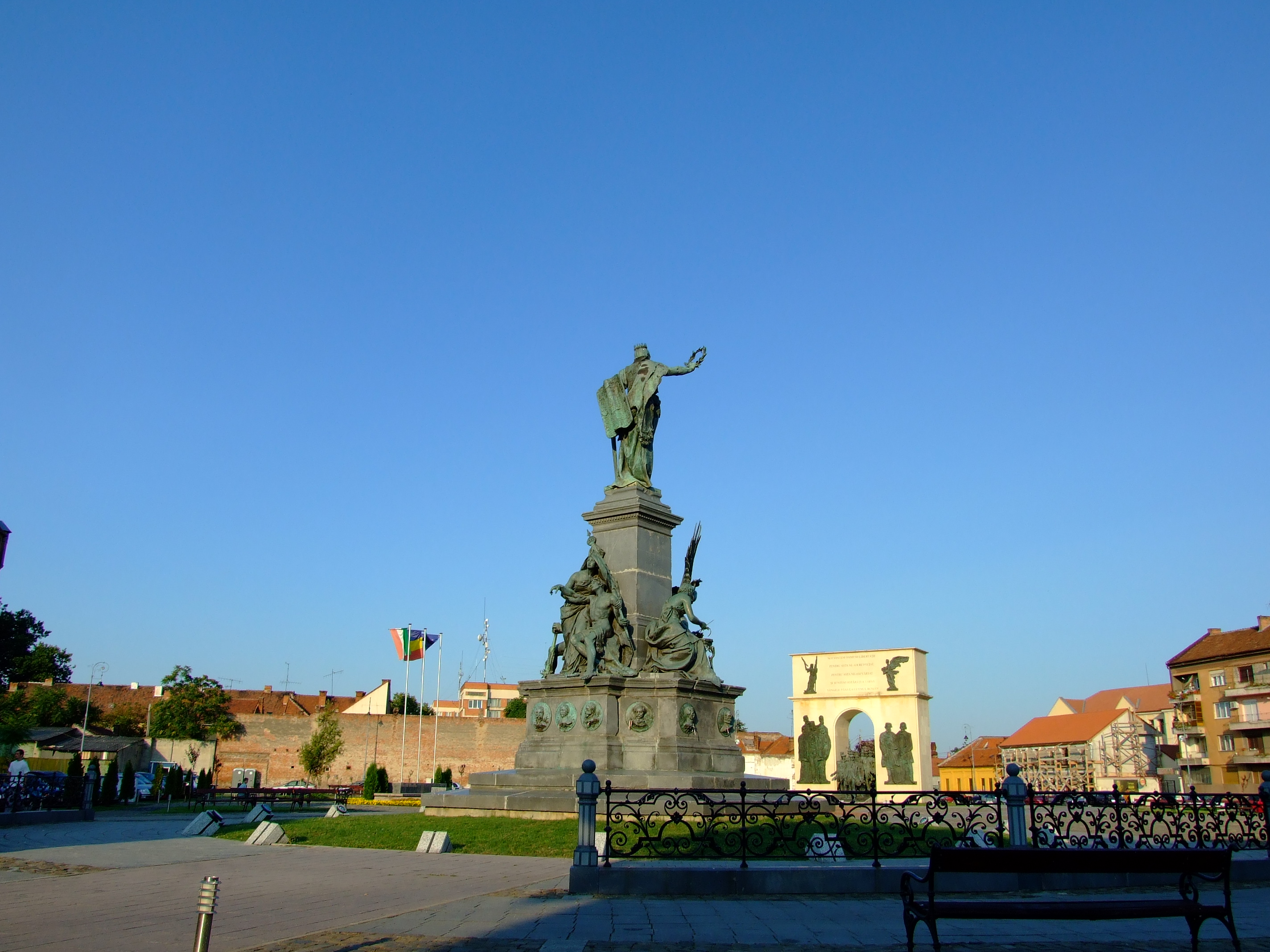
Parcul Reconcilierii in Arad
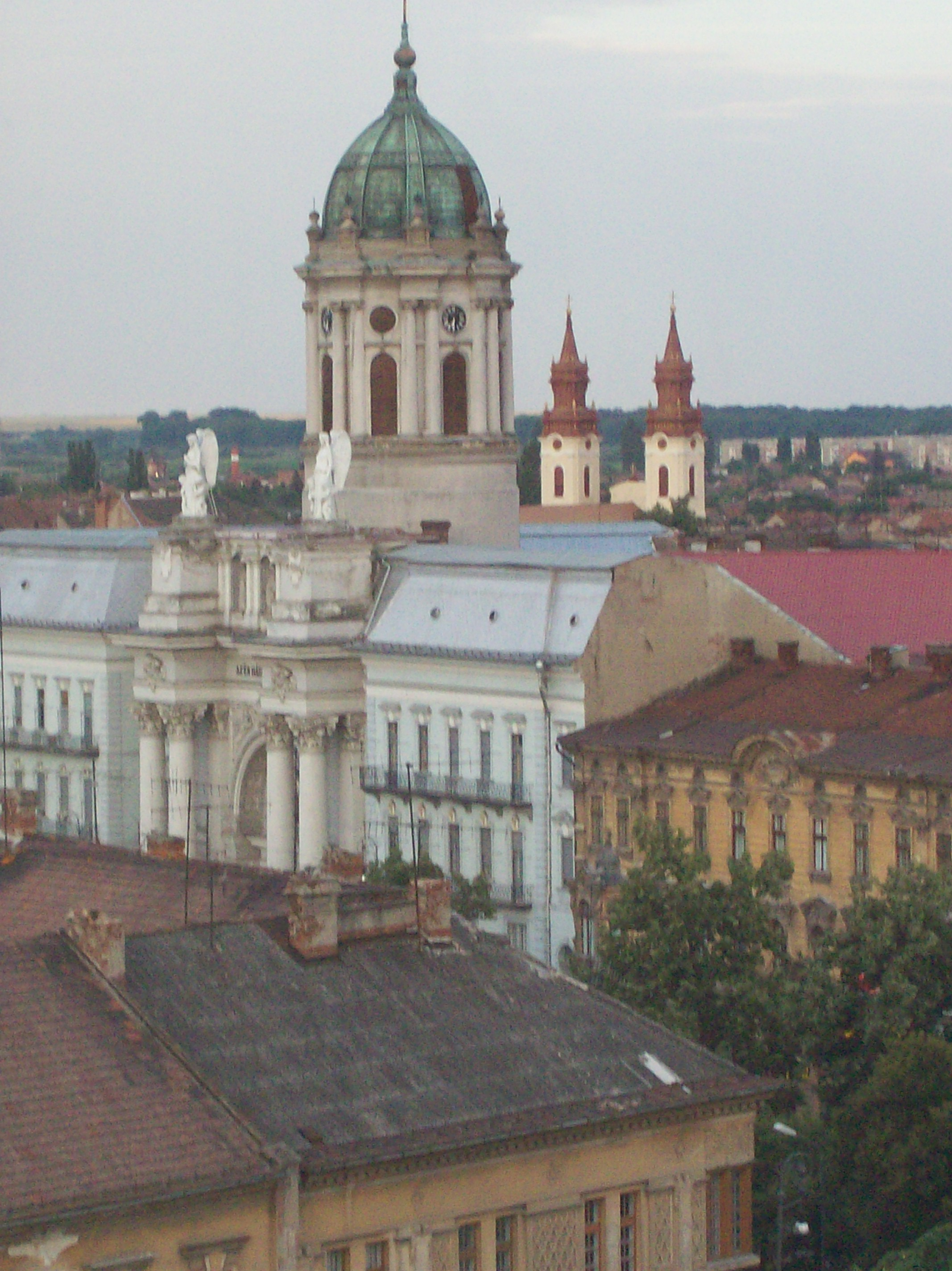
Rooms Katholieke kathedraal (1904)
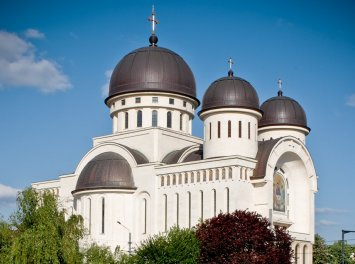
Orthodoxe kathedraal „Sfânta Treime” (1991)
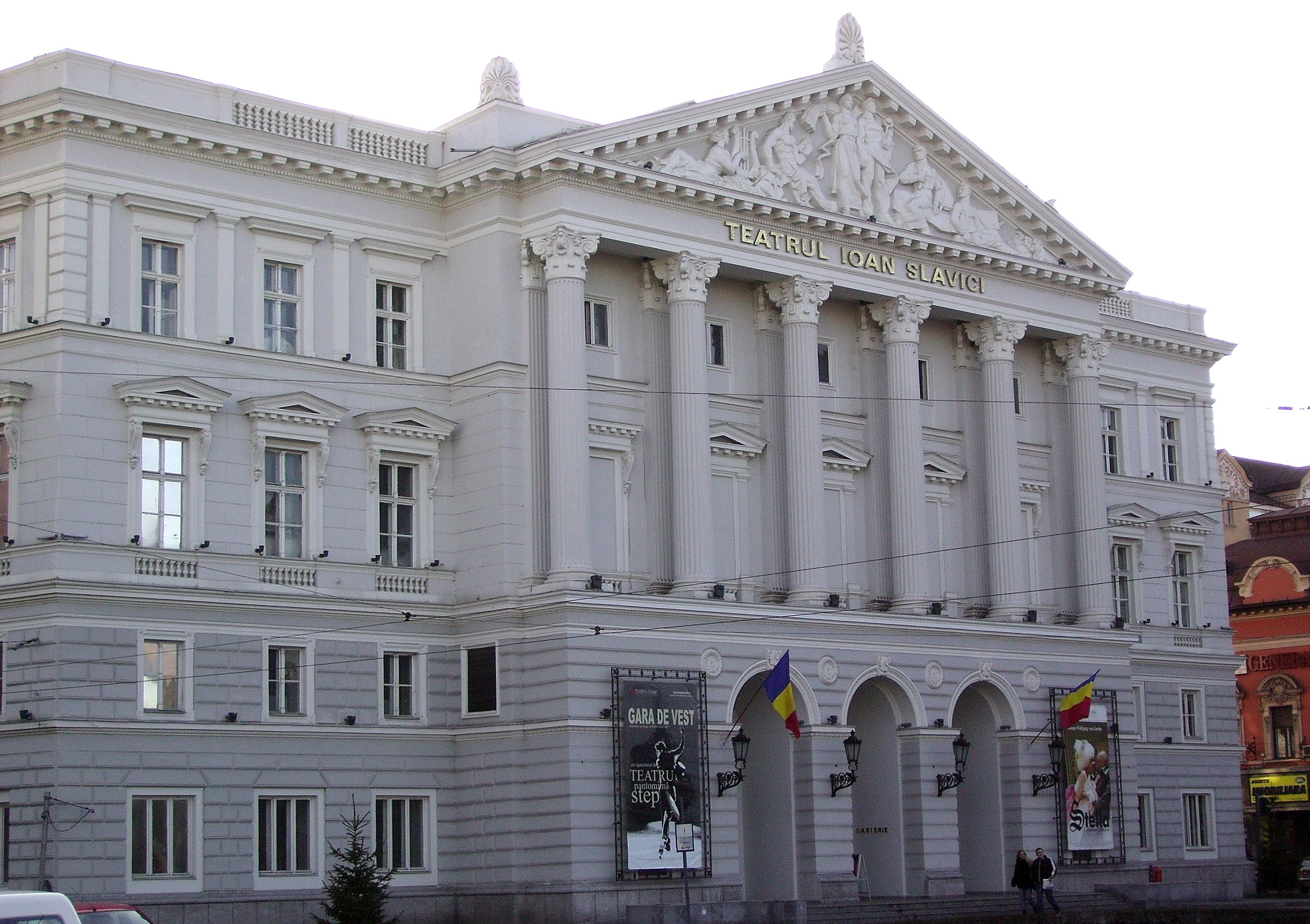
Theater ”Ioan Slavici” (1874)
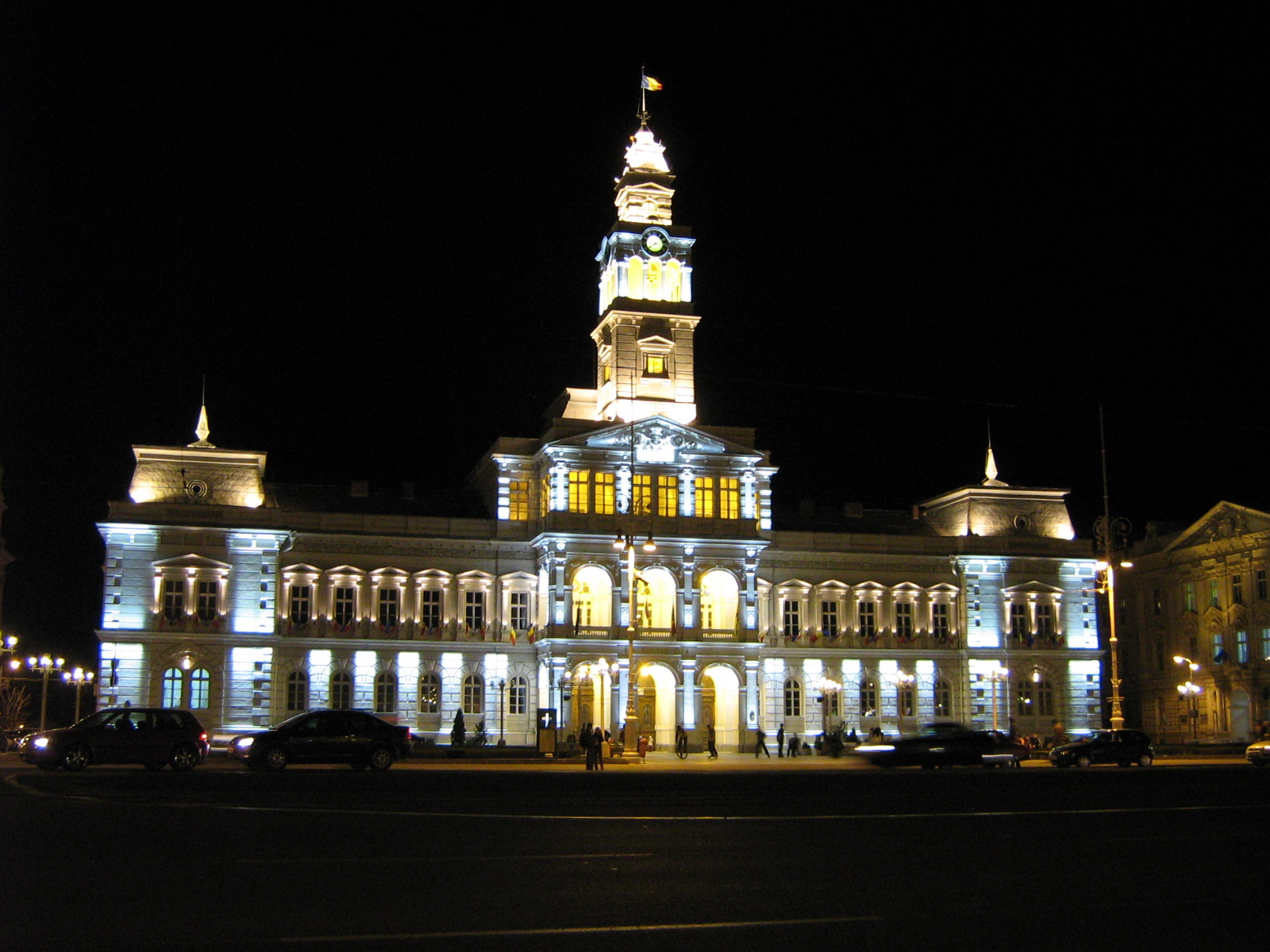
Stadhuis bij nacht

## Verkeer

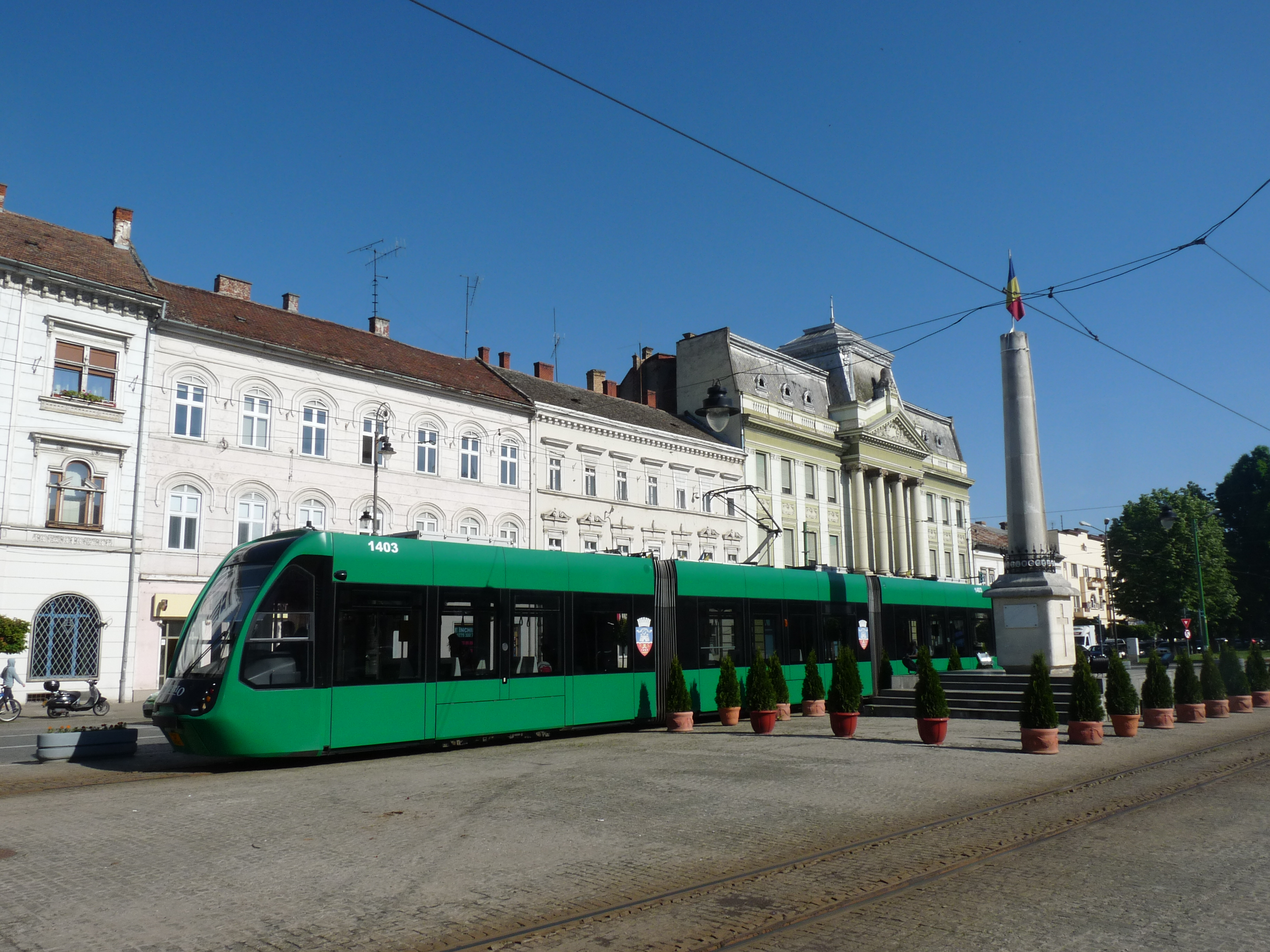
Tram in centrum van Arad in 2017

De stad is gelegen aan de autosnelweg A1, die dient als zuidwestelijke rondweg om Arad (gereed in juni 2012) en die de stad verbindt met Timisoara. Weg nummer 7 verbindt Arad met Hongarije, alwaar de autosnelweg M43 verder voert naar de stad Szeged. De verlenging van de snelweg A1 tussen Arad en Nadlac (Hongaarse grens) is in juli 2015 gereedgekomen. Daarmee kan nu geheel over snelwegen West-Europa worden bereikt.
Arad beschikt over een luchthaven, die zich 4 km ten westen van het stadscentrum bevindt. Aeroportul Arad werd in 1937 voor de burgerluchtvaart in gebruik genomen en is sinds de opening van een verbinding met Verona in 1996 een internationale luchthaven.
Het openbaar vervoer in de stad bestaat uit onder andere een tramnetwerk dat zich vertakt naar dorpen in de regio.

## Sport
De belangrijkste voetbalclub van Arad is UT Arad, dat in het seizoen 2006/2007 weer naar het hoogste competitieniveau promoveerde. De club werd in 1945 opgericht en heet naar de Uzina Textila, de plaatselijke textielfabriek. UT Arad schakelde in het seizoen 1970/71 de houder van de Europa Cup 1 Feyenoord uit.

## Geboren
- Andreas Lukacsy (1931), Duits dirigent
- Franz Watz (1949), Duits componist en dirigent
- Stefan Hell (1962), Duits natuurkundige en Nobelprijswinnaar (2014)
- Ovidiu Haţegan (1980), Roemeens voetbalscheidsrechter